# Ламалунга (Бари)
Ламалунга (итал. Lamalunga) је насеље у Италији у округу Бари, региону Апулија.
Према процени из 2011. у насељу је живело 495 становника. Насеље се налази на надморској висини од 75 м.